# Célio Barros
Celio Barros é um astrólogo,produtor musical, técnico de som e músico (flugelhorn, guitarra, flauta doce, contrabaixo, crumhorn e crwth).

## Biografia
Começou seus estudos de música ao violão informalmente com sua tia em casa em 1984 e com João Guilherme Ripper em 1985/1986. Em 1986 começou a tocar guitarra e final de 1987 baixo elétrico. Em dezembro de 1988, mudou-se para São Paulo e começou a estudar contrabaixo no Conservatório Musical Brooklin Paulista (CMBP) com Rui Deutsche no ano de 1989 e baixo elétrico com Jorge Pescara em 1990. Em setembro de 1992 começou a trabalhar no Conservatório Musical Brooklin Paulista (CMBP) como professor de baixo elétrico e posteriormente também de contrabaixo até o ano de 1997.
Trabalhou com diversos músicos, maioria das vezes jazz e música instrumental até novembro de 2001, quando decidiu se dedicar quase integralmente ao seu próprio estúdio e selo PMC - Produção de música Contemporânea, ambos criados em 1996. Essa imersão o afastou da cena musical, exceto quando em participação em gravações.
Em 2000 iniciou seus estudos de astrologia tendo começado a trabalhar profissionalmente como astrólogo em 2003, e prosseguindo posteriormente com estudos de astrologia horária com John Frawley. Estudou (2002-2005) e posteriormente lecionou (2006-2014) na Gaia - Escola de Astrologia, onde se formou.
Em 2019 foi parte da comissão executiva do PERFORMUS’19 - Congresso Internacional da Associação Brasileira de Performance Musical - ABRAPEM 
Atualmente mora na Noruega, na cidade de Haltdalen, e administra seu próprio estúdio Klarlyd , trabalha como astrólogo , e publica antigas produções musicais de improvisação livre gravadas ainda no Brasil entre os anos de 1996 e 2012, disponíveis nos principais serviços de streaming.

## Prêmios
- 1998 - Prêmio Visa de MPB Instrumental [2][5]

## Discografia
Álbuns que produziu pelo seu próprio selo PMC - Produção de Música Contemporânea.
| Ano de gravação | Artista/Grupo                                             | Álbum                                     |
| 1996            | Strange Meetings                                          | Strange Meetings                          |
| 1996            | Strange Meetings                                          | Hipóteses Psicodélicas                    |
| 1996            | Strange Meetings                                          | Manami                                    |
| 1997            | Jan Weber, Celio Barros                                   | Look Back!                                |
| 1997            | Rui Carvalho, Celio Barros                                | Time Sync Affinity                        |
| 1998            | Saadet Türköz, Thomas Rohrer, Celio Barros                | Apatay                                    |
| 1998            | Interchanges                                              | Interchanges                              |
| 1999            | Interchanges                                              | Wild Forms                                |
| 1999            | André Mehmari, Celio Barros, Sergio Reze                  | Odisséia                                  |
| 1999            | Rui Carvalho, Daniel Barry, Celio Barros, Emilio Mendonça | Lund                                      |
| 1999            | Thomas Rohrer, Celio Barros, Fabio Freire                 | Thomas Rohrer, Celio Barros, Fabio Freire |
| 2000            | André Mehmari, Celio Barros, Sergio Reze                  | André Mehmari, Celio Barros, Sergio Reze  |
| 2002            | Celio Barros                                              | SOLO – MONO                               |
| 2002            | Emilio Mendonça, Celio Barros, Marcio Gibson              | Triozz                                    |
| 2002            | Celio Barros                                              | Northern Sunrise                          |
| 2003            | André Olzon, Emilio Mendonça, Celio Barros, Armando Chuh  | Subito                                    |
| 2003            | Thomas Rohrer, Emilio Mendonça, Celio Barros              | TEC - Live At MuBe                        |
| 2004            | Celio Barros                                              | SOLO - MONO - Vol 2 - Baixo Elétrico      |
| 2004            | Celio Barros                                              | Solo Synth                                |
| 2004            | Celio Barros                                              | Present Moment                            |
| 2005            | Strange Meetings                                          | One Week                                  |
| 2007            | Celio Barros                                              | Deep Reset                                |
| 2008            | Celio Barros                                              | Blinking Dots                             |
| 2008            | Strange Meetings                                          | Material                                  |
| 2013            | Aguauna                                                   | Cristalino                                |
| 2013            | Emilio Mendonça - 14 Mountains 8000                       | 14 Mountains 8000                         |
| 2013            | Marcelo Coelho                                            | Soprano Adventure: The Nature Movements   |
| 2014            | Aguauna                                                   | Cristalino                                |
| 2014            | Marcus Wiberg, Celio Barros                               | Songs                                     |
| 2014            | Marcus Wiberg, Celio Barros                               | Unane                                     |
| 2014            | Rico Venerito, Celio Barros                               | Live at Otto Bistrot                      |
| 2015            | Elisa Monteiro                                            | Jove                                      |
| 2019            | Celio Barros                                              | Haltdalen                                 |
| 2019            | Celio Barros                                              | Immersive                                 |
| 2019            | Fabio Freire                                              | Cedro Rosa                                |
| 2019            | Marcus Wiberg                                             | Marcus Wiberg                             |
| 2021            | Celio Barros                                              | Castles                                   |
| 2022            | Elisa Monteiro                                            | O Caminho da Paz                          |
| 2022            | Elisa Monteiro                                            | Muda                                      |
| 2022            | Elisa monteiro, Celio Barros                              | Antíscia                                  |
| 2023            | Celio Barros                                              | North                                     |
| 2023            | Celio Barros                                              | Orbits                                    |